# وانهودن
وانهودن (به آلمانی: Wanhöden) یک منطقهٔ مسکونی در آلمان است که در وورشتر نوردزکوشته واقع شده‌است. وانهودن ۳۸۰ نفر جمعیت دارد.